# Royal Rumble (1998)
Royal Rumble (1998) — одиннадцатое в истории рестлинг-шоу Royal Rumble, организованное World Wrestling Federation (WWF, ныне WWE). Оно состоялось 18 января 1998 года в Сан Хосе, Калифорния на «Сан-Хосе-арена».
Главным событием был матч с гробом между Шоном Майклзом и Гробовщиком за звание чемпиона WWF, который выиграл Майклз, сохранив титул. Матч «Королевская битва» 1998 года выиграл Стив Остин, последним устранив Скалу, став третьим человеком, выигравшим два матча, причем подряд, после Халка Хогана и Шона Майклза.

## Результаты
| №                               | Результаты | Условия                                                       | Время |
| ------------------------------- | --- | ------------------------------------------------------------- | ----- |
| 1                               | Вейдер победил Артиста, ранее известный как Голдаст (с Луной)                                                 | Матч один на один                                             | 7:51  |
| 2                               | Макс Мини, Мозаик и Нова победили Батальон, Эль Торито и Тарантула                                            | Командный матч шести человек, специальный рефери — Санни      | 7:48  |
| 3                               | Скала (c) победил Кена Шемрока по дисквалификации                                                             | Матч один на один за титул интерконтинентального чемпиона WWF | 10:53 |
| 4                               | «Легион судьбы» (Зверь и Ястеб) победили «Изгоев нового века» (Роуд Догг и Билли Ганн) (c) по дисквалификации | Командный матч за титул командных чемпионов WWF               | 7:53  |
| 5                               | Стив Остин выиграл «Королевскую битву»                                                                        | Матч «Королевская битва» 30-ти рестлеров                      | 55:25 |
| 6                               | Шон Майклз (c) (с Чайной и Трипл Эйч) победил Гробовщика                                                      | Матч с гробом за титул чемпиона WWF                           | 20:30 |
| - (ч) – чемпион на начало матча | |                                                               |       |

### Матч «Королевская битва»
Рестлеры выходили каждые 90 секунд.
| Рестлер | Рестлер                             | Кем выбит | Кем выбит                                                                                  | Время |
| ------- | ----------------------------------- | --------- | ------------------------------------------------------------------------------------------ | ----- |
| 1       | Кактус Джек                         | 2         | Бензопилой Чарли                                                                           | 9:21  |
| 2       | Бензопила Чарли                     | 6         | Мэнкайндом                                                                                 | 25:19 |
| 3       | Том Брэнди                          | 1         | Кактусом Джеком и Бензопилой Чарли                                                         | 0:12  |
| 4       | Скала                               | 28        | Стивом Остином                                                                             | 51:32 |
| 5       | Мош                                 | 3         | Куррганом                                                                                  | 13:09 |
| 6       | Финеас Гудвин                       | 12        | Марком Генри                                                                               | 28:48 |
| 7       | 8-й шар                             | 14        | Стивом Остином                                                                             | 30:43 |
| 8       | Блэкджек Брэдшоу                    | 15        | Дьюд Лавом                                                                                 | 35:45 |
| 9       | Оуэн Харт                           | 10        | Трипл Эйчем и Чайной (не участвовавшими в матче)                                           | 18:46 |
| 10      | Стив Блэкмен                        | 4         | Куррганом                                                                                  | 5:58  |
| 11      | Ди'Ло Браун                         | 16        | Фаруком                                                                                    | 32:21 |
| 12      | Куррган                             | 5         | 8 Баллом, Финеасом Гудвином, Блэкджеком Брэдшоу, Кеном Шэмроком, Бензопилой Чарли и Роком. | 3:38  |
| 13      | Марк Меро                           | 13        | Стивом Остином                                                                             | 19:38 |
| 14      | Кен Шемрок                          | 9         | Роком                                                                                      | 9:15  |
| 15      | Трэшер                              | 18        | Стивом Остином                                                                             | 28:08 |
| 16      | Мэнкайнд                            | 7         | АРИК Голдастом                                                                             | 2:07  |
| 17      | Артист, ранее известный как Голдаст | 23        | Чайнзом                                                                                    | 26:01 |
| 18      | Джефф Джарретт                      | 8         | Оуэном Хартом                                                                              | 1:05  |
| 19      | Хонки-тонк Мен                      | 17        | Вэйдером                                                                                   | 19:55 |
| 20      | Ахмед Джонсон                       | 11        | Марком Генри и Ди’Ло Брауном                                                               | 3:18  |
| 21      | Марк Генри                          | 25        | Фаруком                                                                                    | 19:07 |
| 22      | Череп                               | -         | не вышел, так как его избили Лос Бориквас                                                  | 0:00  |
| 23      | Кама Мустафа                        | 19        | Стивом Остином                                                                             | 13:58 |
| 24      | Стив Остин                          | -         | Победитель                                                                                 | 15:58 |
| 25      | Генри Гудвин                        | 22        | Дади Лавом                                                                                 | 11:32 |
| 26      | Савио Вега                          | 21        | Стивом Остином                                                                             | 9:29  |
| 27      | Фарук                               | 27        | Роком                                                                                      | 10:03 |
| 28      | Дюд Лав                             | 26        | Фаруком                                                                                    | 7:53  |
| 29      | Чейнз                               | 24        | Стивом Остином                                                                             | 4:56  |
| 30      | Вейдер                              | 22        | АРИК Голдастом                                                                             | 2:15  |

## Остальные
| Комментаторы - Джерри Лоулер - Джим Росс Испанские комментаторы - Карлос Кабрера - Тито Сантана Французские комментаторы - Жан Брассар - Раймон Роже Интервьюеры - Майкл Коул | Судьи - Майк Киода - Джек Доан - Эрл Хебнер - Джим Кордерас - Тим Уайт Так же - Говард Финкель — Аннонсер |